# Elitegrab

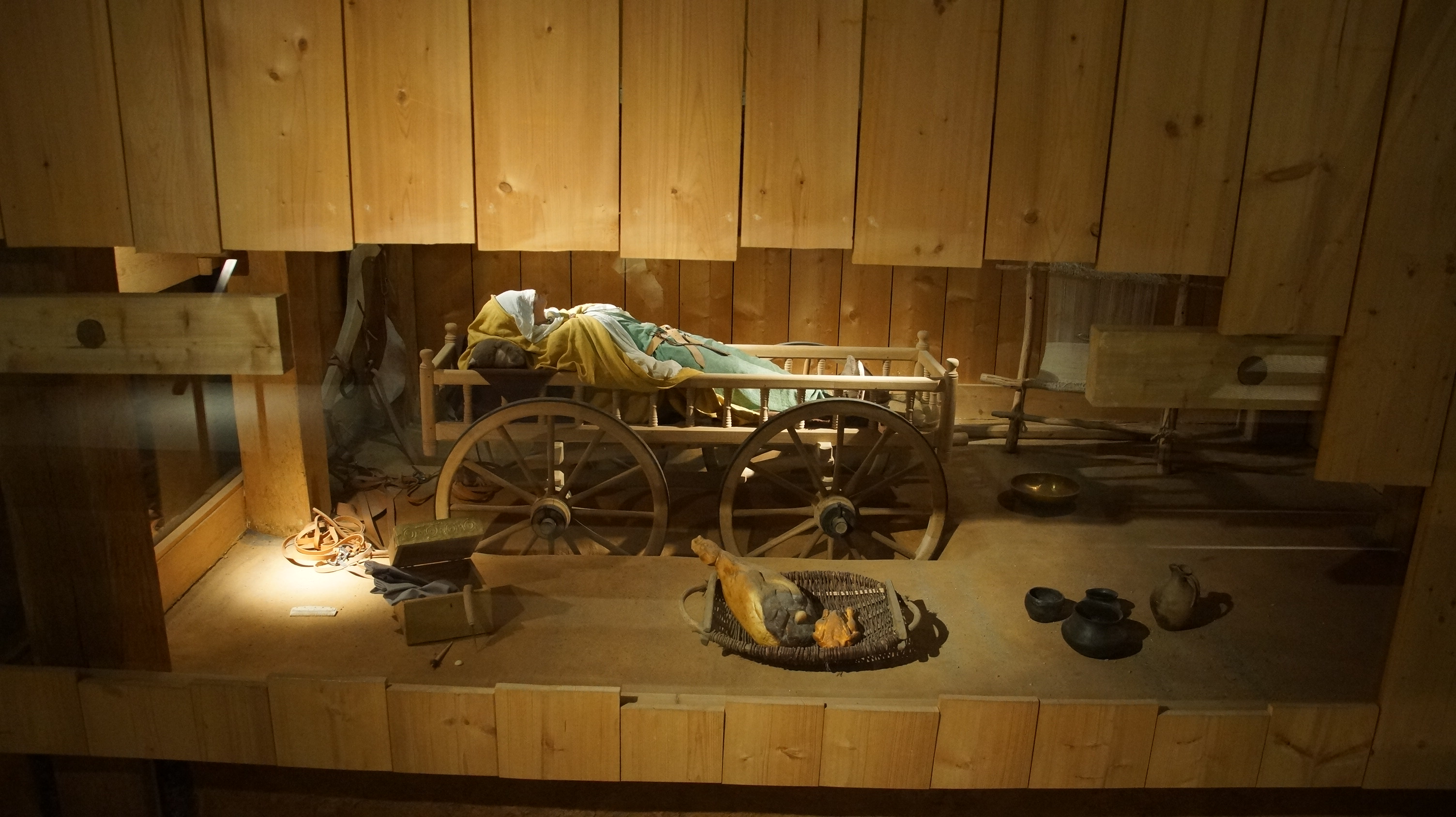
Rekonstruktion des Grabhauses (Grab 25) von Zeuzleben von 530 bis 540 n. Chr.

Elitegrab (auch Prunkgrab; veraltet: Fürstengrab, auch Adelsgrab, Königsgrab, Häuptlingsgrab) ist ein archäologischer Begriff, der für verschiedene Epochen der Ur- und Frühgeschichte einen – mittels herausragender Ausstattung an Grabbeigaben, mit überdurchschnittlichem Aufwand hergerichteter Grabanlage – besonders hervorgehobenen Bestattungsplatz beschreibt.
Der Begriff Elitegrab ersetzt seit Mitte der 1970er in der Archäologie den wissenschaftlich umstrittenen Begriff Fürstengrab, da der Begriff Fürstengrab für die vor- und frühgeschichtlichen Gräber eine wissenschaftlich nicht belegbare Aussage über eine Gesellschaftsstruktur trifft. Verwendung findet die Bezeichnung zum Beispiel für herausragende germanische Gräber, sie wird jedoch ebenso für Bestattungen anderer Kulturen gebraucht.

## Anmerkung
1. ↑  Siehe hierzu unter anderem: Heiko Steuer: Fürstengräber, Adelsgräber, Elitegräber – Methodisches zur Anthropologie der Prunkgräber. In: Claus Carnap-Bornheim (Hrsg.): Herrschaft, Tod, Bestattung: zu den vor- und frühgeschichtlichen Prunkgräbern als archäologisch-historische Quelle. Internationale Fachkonferenz Kiel 16.–19. Oktober 2003. Habelt, Bonn 2003, S. 11–25. Online-Dokument der Universität Freiburg, abgerufen am 28. Dezember 2011 (PDF; 470 kB)